# Weltmeisterschaften im Modernen Fünfkampf 1988
1988 fanden die Weltmeisterschaften im Modernen Fünfkampf bei den Damen in Warschau, Polen, statt. Bei den Herren wurden keine Weltmeisterschaften ausgetragen.

## Damen

### Einzel
| Platz | Land        | Sportlerin       |
| ----- | ----------- | ---------------- |
| 1     | Polen       | Dorota Idzi      |
| 2     | Sowjetunion | Irina Kisselewa  |
| 3     | Frankreich  | Caroline Delemer |

### Mannschaft
| Platz | Land       | Sportlerinnen                                                 |
| ----- | ---------- | ------------------------------------------------------------- |
| 1     | Polen      | Dorota Idzi Anna Sulima Iwona Kowalewska                      |
| 2     | Italien    | Barbara Boccolari Fabrizia Alessandrini Emanuella Gabella     |
| 3     | Frankreich | Sophie Moressée-Pichot Caroline Delemer Nathalie Hugenschmitt |

## Medaillenspiegel
| Platz | Land        | Goldmedaille | Silbermedaille | Bronzemedaille |
| 1     | Polen       | 2            | –              | –              |
| 2     | Sowjetunion | –            | 1              | –              |
| 2     | Italien     | –            | 1              | –              |
| 4     | Frankreich  | –            | –              | 2              |